# Florenzburg
Die Florenzburg ist eine abgegangene Landesburg des Bistums Münster an der Ems. Sie lag am Nordrand des alten Stadtkerns von Telgte im heutigen Kreis Warendorf in Nordrhein-Westfalen.

## Geschichte
Die Chronik des Münsteraner Bischofs Florenz von Wevelinghoven berichtet, dass dieser in Telgte eine nach ihm benannte Befestigung angelegt habe. Eine andere Chronik fügt hinzu, dass 1372 ein Bergfried errichtet wurde, dass die Burg selbst aber erst unter dem ab 1379 amtierenden Nachfolger Potho von Pothenstein fertig wurde. In einer anderen Quelle wird die Anlage nur als propugnaculum (lat. für Wehranlage) bezeichnet, ihr Verteidigungswert scheint somit nicht bemerkenswert gewesen zu sein. Um 1450 ist die Burg offenbar schon verfallen gewesen. 1569 verzichtete der Bischof auf den Besitz der damals noch als Ruine sichtbaren Burg.
Heute sind von der Burg oberflächlich keine Spuren mehr vorhanden, ihre ehemalige Gestalt ist unbekannt.